# ペンローズ図
ペンローズ図（ペンローズず, Penrose diagram）は一般相対性理論において時空の因果構造を表現する図式のこと。ロジャー・ペンローズにちなんでペンローズ図と呼ばれるが、ブランドン・カーターの名をも冠するペンローズ・カーター図や、共形図式 (conformal diagram) という呼び方がされることもある。

## ミンコフスキ時空

### 定義

ミンコフスキ時空のペンローズ図。図中の実線は という空間的超曲面または という時間的超曲面を表す。

時間1次元、空間3次元の4次元ミンコフスキ時空の点（事象）は、時刻 {\displaystyle t}、空間座標 {\displaystyle (x,y,z)} の組 {\displaystyle (t,x,y,z)} により表現される。その計量は
{\displaystyle ds^{2}=-dt^{2}+dx^{2}+dy^{2}+dz^{2}}
である。あるいは、球座標 {\displaystyle (r,\theta ,\phi )} を用いるときには
{\displaystyle ds^{2}=-dt^{2}+dr^{2}+r^{2}d\Omega ^{2},\ \ d\Omega ^{2}=d\theta ^{2}+\sin ^{2}\theta d\phi ^{2}}
である。時刻 {\displaystyle t} と動径座標 {\displaystyle r} はそれぞれ {\displaystyle -\infty <t<\infty }, {\displaystyle 0\leq r<\infty } という範囲の値を取るため、この座標系ではミンコフスキ時空は {\displaystyle (t,r)}-平面上の非有界な領域として図示される。時空の因果構造の議論においては次の座標変換 {\displaystyle (t,x)\mapsto (u,v)} によりヌル座標 {\displaystyle (u,v)} を導入するのが便利である。
{\displaystyle u=t-r,\ \ v=t+r}
この新しい座標 {\displaystyle (u,v)} では計量は
{\displaystyle ds^{2}=-du\,dv+r^{2}d\Omega ^{2}}
と表現される。ただし、やはりどちらも {\displaystyle -\infty } から {\displaystyle +\infty } までの値を取る非有界な表現である。
ここで、座標 {\displaystyle (u,v)} に対してさらに次の変換 {\displaystyle (u,v)\mapsto (U,V)} を施す。
{\displaystyle U=\arctan u,\ \ V=\arctan v}
{\displaystyle ds^{2}=-{\frac {1}{\cos ^{2}U\cos ^{2}V}}dU\,dV+r^{2}d\Omega ^{2}}
この座標は {\displaystyle -{\frac {\pi }{2}}<U<{\frac {\pi }{2}}}, {\displaystyle -{\frac {\pi }{2}}<V<{\frac {\pi }{2}}} を満足する。それ故に、共形変換 {\displaystyle dS^{2}=\cos ^{2}U\cos ^{2}Vds^{2}} により座標 {\displaystyle (U,V)} の表す時空領域は平坦な2次元ミンコフスキ時空の有界な領域へと埋め込む（共形埋め込み）ことができる。こうして得られるもとのミンコフスキ時空の有界な表現がペンローズ図である。

### 特徴
共形変換は時空の因果構造を保つため、ペンローズ図はもとの時空の因果構造を正しく再現している。埋め込み先のミンコフスキ時空の時間座標および空間座標をそれぞれ {\displaystyle T}, {\displaystyle R} と表現するとき、これは座標 {\displaystyle (U,V)} と
{\displaystyle U=T-R,\ \ V=T+R}
という関係にある。
時空の因果構造を有界な領域として表現する結果、ペンローズ図はもとの時空の無限遠の構造を可視化することができる。
- すべての空間的測地線 {\displaystyle t=\mathrm {Const.} } は点 {\displaystyle (T,R)=\left(0,{\frac {\pi }{2}}\right)} を通る空間的曲線として表現される。この点は空間的無限遠 {\displaystyle i^{0}} と呼ばれる。
- すべての時間的測地線 {\displaystyle r=\mathrm {Const.} } は2点 {\displaystyle (T,R)=\left(\pm {\frac {\pi }{2}},0\right)} を結ぶ時間的曲線として表現される。この2点は時間的無限遠 {\displaystyle i^{\pm }} と呼ばれる。
- すべてのヌル測地線 {\displaystyle t\mp r=\mathrm {Const.} } は空間的無限遠 {\displaystyle i^{0}} と時間的無限遠 {\displaystyle i^{\pm }} を結ぶヌル曲線と交叉する。この曲線はヌル無限遠 {\displaystyle {\mathcal {I}}^{\pm }} と呼ばれる。

## ブラックホール時空
ブラックホール時空とは時間的無限遠点 {\displaystyle i^{+}} から因果的に到達不可能な領域が存在する時空のことであり、そのような領域の境界（これは時間的無限遠点 {\displaystyle i^{+}} を通るヌル曲面となる）のことを事象の地平面と呼ぶ。

### シュワルツシルト時空

シュワルツシルト時空のペンローズ図。

最も単純なブラックホール時空であるシュワルツシルト解は、質量 {\displaystyle M} の質点がつくる重力場を表すアインシュタイン方程式の厳密解であり、シュワルツシルト座標 {\displaystyle (t,r,\theta ,\phi )} を用いるときその計量は
{\displaystyle ds^{2}=-\left(1-{\frac {2M}{r}}\right)dt^{2}+{\frac {dr^{2}}{1-2M/r}}+r^{2}d\Omega ^{2}}
と表示される。この座標系には {\displaystyle r=2M} で計量の特異性があることを注意しておく。シュワルツシルト時空におけるヌル座標 {\displaystyle (u,v)}
{\displaystyle u=t-r^{*},\ \ v=t+r^{*},\ \ r^{*}=\int {\frac {dr}{1-2M/r}}}
を通じて、クルスカル座標 {\displaystyle (U,V)} は
{\displaystyle U=\mp e^{u/4M},\ \ V=e^{v/4M}}
{\displaystyle ds^{2}=-{\frac {32M^{3}}{r}}e^{-r/2M}dU\,dV+r^{2}d\Omega ^{2}}
により定義される。この座標系では {\displaystyle r=2M} での特異性が解消し、この超曲面を超えて解を拡張することができる。
最大限拡張されたシュワルツシルト時空について、そのペンローズ図はミンコフスキ時空の場合と同様に
{\displaystyle {\tilde {U}}=\arctan U,\ \ {\tilde {V}}=\arctan V}
により導入できる。このペンローズ図からわかるように、シュワルツシルト時空には時間的無限遠 {\displaystyle i^{+}} と因果的に連結していない時空領域が存在し、ブラックホールと呼ばれる。その境界 {\displaystyle r=2M} が事象の地平面である。また、最大拡張したシュワルツシルト時空には、ふたつの漸近的に平坦な領域が存在し、「喉」状の領域（ブラックホールとホワイトホール）を介して繋がっている。

### 球対称重力崩壊

球対称重力崩壊によるブラックホール形成のペンローズ図。

シュワルツシルト時空は質点 {\displaystyle M} による静的な重力場を表すが、現実的にはブラックホールは物質の重力崩壊によって形成される。この場合、時空は漸近的に平坦な外部領域とブラックホール内部のふたつの領域からなる。